# David Hackl
David Hackl (Toronto, 7 febbraio 1963) è un regista e scenografo canadese.
Ha collaborato alla realizzazione di Saw II - La soluzione dell'enigma, Saw III - L'enigma senza fine e Saw IV e diresse Saw V. Nel 2000 è stato candidato ai Gemini Award come miglior Production Design per il film Lexx.

## Filmografia parziale

### Regista
- Saw V (2008)
- Il labirinto del Grizzly (Into the Grizzly Maze) (2015)
- Life on the Line (2015)
- Daughter of the Wolf - La figlia del lupo (Daughter of the Wolf) (2019)
- Dangerous (2021)